# Oricon Albums Chart
Oricon Albums Chart es una lista de éxitos musicales de los álbumes estándar de la industria musical japonesa publicada diaria, semanal, mensual y anualmente por Oricon. Oricon publicaba originalmente las listas de LP, CT, cartuchos y CD antes de la creación de la Oricon Albums Chart el 5 de octubre de 1987. La clasificación de la lista se basa en las ventas de álbumes físicos. Oricon no incluyó las ventas de descargas hasta el establecimiento de la lista Digital Albums el 19 de noviembre de 2016. En noviembre de 2018, Oricon comenzó a incluir el streaming en sus listas de álbumes, introduciendo una lista combinada de álbumes basada en unidades equivalentes a álbumes.
Las listas se publican cada martes en Oricon Style y en el sitio web oficial de Oricon. Cada lunes, Oricon recibe los datos de los puntos de venta, pero los datos de los productos vendidos a través de ciertos canales no entran en las listas. Por ejemplo, el sencillo debut de NEWS, un grupo de pop, se lanzó sólo a través de las tiendas 7-Eleven, que no están abarcadas por Oricon, y sus ventas no se reflejaron en las listas de Oricon. Por tanto, las clasificaciones de Oricon sobre las ventas de discos no son del todo precisas.